# Malpas (pays de Galles)
Pour les articles homonymes, voir Malpas (homonymie).
Malpas est une banlieue de la ville de Newport, au pays de Galles, disposant du statut de communauté.

## Géographie
Malpas est située à quelques kilomètres au nord du centre-ville de Newport, à l'est de la route A4042 (en).

## Démographie
Au recensement de 2011, la communauté de Malpas comptait 7 997 habitants.

## Culture locale et patrimoine
La communauté de Malpas abrite dix monuments classés de grade II.